# Labernik
Labernik je priimek več znanih Slovencev:
- Tadej Labernik (*1952), novinar, urednik, direktor STA